# Старый театр (Лейпциг)
Старый театр (нем. Altes Theater, ранее также Neues Theater, Comödienhaus, Theater auf der Rannischen Bastei) — первое постоянное каменное здание театра в немецком городе Лейпциг в современной федеральной земле Саксония. Возведённый в середине 1760-х годов на фундаментах старого Ранштедтского бастиона, он располагался на территории сегодняшней площади Рихарда Вагнера (нем. Richard-Wagner-Platz, ранее — Театральная площадь) и был утрачен в 1943 году в результате союзной авиабомбардировки Лейпцига.

## История
Вплоть до середины XVIII века театральные представления в Лейпциге, как правило, давались силами разъезжих театральных трупп; исключением из этого правила был театр Фредерики Каролины Нойбер в 1727—1733 годах. Лишь в 1749 году Генриху Готтфриду Коху (нем. Heinrich Gottfried Koch, 1703—1755), прежде сотрудничавшему с труппой Ф. К. Нойбер, удалось получить лицензию на организацию постоянного театра; из-за невозможности возвести собственное здание, театр Коха выступал в театральных помещениях обширного комплекса, известного как нем. Quands Hof (в настоящее время — Oelsners Hof), где в 1748 года силами Ф. К. Нойбер состоялась премьера «Юного учёного» Лессинга.
По окончании Семилетней войны усилиями лейпцигского купечества и, прежде всего, Готтлиба Бенедикта Цемиша (нем. Gottlieb Benedict Zemisch, 1716—1789), труппе Коха удалось добиться разрешения на постройку специализированного театрального здания. Возведённый на средства Цемиша и по проекту дрезденского архитектора Георга Рудольфа Фэша (нем. Georg Rudolph Fäsch, 1715—1787) театр, получивший название Театра комедии (нем. Comödienhaus), разместился на северо-западной границе города на фундаментах Ранштедтского бастиона. Скромное и частично фахверковое здание театра скрывало изящно украшенный полукруглый по форме зрительный зал с тремя ярусами, предлагая сидячие места для более чем тысячи зрителей, при этом в паркете и на галёрке были лишь стоячие места. Гордостью театра был занавес, исполненный по эскизам Адама Фридриха Эзера. Официальная церемония открытия, на которой присутствовал юный Гёте, состоялась 10 октября 1766 года: за речью университетского профессора Кристиана Августа Клодиуса на новой сцене были представлены драма «Герман» Шлегеля, балет пастушек и комедия «Непредвиденное возвращение» Реньяра.
В первое время значительную часть репертуара составляли зингшпили Хиллера, зачастую на либретто Христиана Вайсе, а также произведения Иффланда и Коцебу. Но и другие известные авторы не обошли лейпцигский театр стороной: в 1768 году здесь в присутствии автора состоялась лейпцигская премьера комедии Лессинга «Минна фон Барнхельм» (в 1767 году — в Гамбурге), ей последовали многочисленные драмы Шиллера, среди прочего «Разбойники» в 1782 году, «Коварство и любовь» в 1784 году, «Валленштайн» в 1800 году, «Мария Стюарт» в 1801 году. В 1801 году здесь впервые была представлена публике «Орлеанская дева».
Изначально находившееся в собственности Цемиша здание театра было в 1796 году продано его вдовой городу. Городское правительство, однако, мало интересовалось вопросами театральных постановок, и в летние месяцы на подмостках театра выступали приезжие труппы из Дрездена. Вместе с тем само здание, несмотря на ряд перестроек в 1796 и 1802 годах, постепенно приходило в негодность. По окончании наполеоновских войн в Лейпциге всё более настойчиво стали раздаваться требования о создании собственной театральной труппы, что на практике было подкреплено основанием Театрального общества силами городского купечества, в ведение которого отошло здание театра, получившее отныне название Городского театра. Руководство взял в свои руки Карл Теодор Кюстнер (нем. Karl Theodor von Küstner, 1784—1864), при котором в 1817 году по проекту баденского архитектора Фридриха Вайнбреннера была произведена комплексная модернизация и перестройка здания в классицистическом стиле; общий надзор за работами осуществил университетский профессор архитектуры Карл Август Беньямин Зигель (нем. Carl August Benjamin Siegel, 1757—1832). 26 августа 1817 года постановкой «Мессинской невесты» Шиллера лейпцигский театр был открыт повторно, став под руководством Кюстнера одной из важнейших театральных сцен Германии.
С 1829 по 1832 годы лейпцигский театр имел статус придворного, блистая постановкой опер Генриха Маршнера. Позднее его руководство вновь перешло в частные руки, а директорский пост занял Фридрих Себальд Рингельхардт (нем. Friedrich Sebald Ringelhardt, 1785—1855), сплотивший вокруг себя ряд талантливых соратников, среди прочего: семью Лорцинг, Августа Киндермана и Роберта Блюма. Несмотря на жёсткую критику, в первую очередь, со стороны Генриха Лаубе, Рингельхардт — благодаря поддержке Лорцинга — оставался на своём посту вплоть до 1844 года и смог значительно укрепить престиж театра.
К середине XIX века встал вопрос о постройке нового, более современного здания городского театра, с открытием которого в 1868 году старая сцена получила название Старого театра и использовалась отныне для постановки драматических произведений и малых опер. Кроме того, здесь периодически проходили симфонические концерты и городские балы.
Новая эпоха в истории Старого театра началась с призванием на пост интенданта городских театров Макса Штегемана в 1882 году. Штегеману, сотрудничавшему с известнейшими режиссёрами, удалось в кратчайшие сроки модернизировать театральное хозяйство города и привлечь в Лейпциг ряд молодых талантливых дирижёров, оперных певцов и актёров, что упрочило славу города как важного центра музыки. С другой стороны, поскольку директор лейпцигских театров действовал в экономическом плане всегда на свой страх и риск, в целом, постановки были вынуждены следовать традиционно консервативному вкусу городской элиты: в репертуаре Старого театра доминировали такие классические произведения как «Вильгельм Телль» Шиллера, или «Минна фон Барнхельм» Лессинга. Ситуация изменилась лишь в 1912 году с объединением городских театров с частным «Центральным театром» (нем. Centraltheater), открытым в 1902 году и быстро завоевавшим известность своими экспериментальными постановками современных авторов; ведущую роль здесь сыграл новый интендант Макс Мартенштайг (нем. Max Martersteig, 1853—1926). Ему наследовал Альвин Кронахер (нем. Alwin Kronacher, 1880—1951) — одна из важнейших театральных персон периода Веймарской республики, способствовавший утверждению экспрессионистского театра и инсценировавший в Лейпциге сочинения Бертольда Брехта, Вальтера Хазенклевера, Георга Кайзера и Франца Верфеля.
К важнейшим событиям этого периода относятся премьера сказки «Путешествие Петера к Луне» (нем. Peterchens Mondfahrt) Герда фон Бассевица в декабре 1912 года, а также скандальная постановка «Ваала» Бертольда Брехта в 1923 году, изъятая из репертуара по настоянию обер-бургомистра Карла Роте.
После прихода к власти национал-социалистов и полного подчинения театральной жизни идеологическим целям лейпцигский театр начал испытывать всё более серьёзные трудности: ликвидация культурно-ориентированной еврейской общины и критически настроенных интеллектуальных кругов города лишила театр значительной части его публики, с другой стороны, обращение к «патриотическим» операм и спектаклям не смогло найти достаточного отклика. Ввиду недостаточного интереса Старый театр был даже вынужден сократить рабочую неделю. В поздние 1930-е годы он всё более ориентировался на постановку лёгких развлекательных комедий, в то время как «сёрьезное» драматическое искусство было перераспределено в пользу Нового театра на Аугустусплац.
В декабре 1943 года в результате массированной бомбардировки города в ходе Второй мировой войны здание Старого театра получило серьёзные повреждения и было снесено по окончании войны. На его месте в настоящее время располагается трамвайная остановка.

## Известные премьеры
- 1801 год — «Орлеанская дева» Фридриха Шиллера
- 1828 год — «Вампир» Генриха Маршнера
- 1829 год — «Храмовник и еврейка» Маршнера
- 1831 год — концертная увертюра № 1 WWV 20 Рихарда Вагнера
- 1837 год — «Царь и плотник» Альберта Лорцинга
- 1842 год — «Вольный стрелок» Лорцинга
- 1850 год — «Геновева» Роберта Шумана
- 1912 год — «Путешествие Петера к Луне» Герда фон Бассевица
- 1921 год — «Человек-зеркало» Франца Верфеля (одновременно — в Штутгарте)
- 1923 год — «Немецкий калека» Эрнста Толлера
- 1923 год — «Ваал» Бертольда Брехта
- 1933 год — «Серебряное озеро» Георга Кайзера и Курта Вайля (одновременно — в Магдебурге и Эрфурте)